# Cuando los ángeles lloran
Cuando los ángeles lloran é o quarto álbum de estúdio do conjunto musical mexicano Maná, editado em 25 de abril de 1995 pela gravadora WEA Music. Dentre os temas que fazem parte deste álbum, estão os sucessos "Déjame Entrar", "No Ha Parado de Llover", "Hundido en Un Rincón", a faixa-título e "El Reloj Cucú", inspirada em um fato real: quando o vocalista Fher Olvera perdeu seu pai quando criança. É também a estreia do guitarrista Sergio Vallín como integrante principal no conjunto.
O grupo começou um longo período de ensaios e praticaram novos arranjos que culminaram no seu seguinte lançamento do álbum Cuando los ángeles lloran.. O novo material, lançado três anos depois de ¿Dónde jugarán los niños? foi apresentado ao público simultaneamente em 21 países. As vendagens do CD fizeram com que a banda obtivesse discos de ouro e platina em vários países, vendendo em torno de 4 milhões de cópias
A faixa que leva o nome deste álbum é uma homenagem ao ecologista Chico Mendes, assassinado em sua casa, na cidade de Xapuri, no dia 22 de dezembro de 1988.

## Faixas
| N.º | Título                      | Compositor(es) | Duração |  |
| 1.  | "Como Un Perro Enloquecido" | Alex           | 4:30    |  |
| 2.  | "Selva Negra"               | Fher, Alex     | 5:47    |  |
| 3.  | "Hundido en Un Rincón"      | Fher           | 5:58    |  |
| 4.  | "El Reloj Cucú"             | Fher           | 5:04    |  |
| 5.  | "Mis Ojos"                  | Fher           | 4:55    |  |
| 6.  | "Ana"                       | Fher           | 4:53    |  |
| 7.  | "Siembra El Amor"           | Fher           | 5:16    |  |
| 8.  | "Cuando Los Ángeles Lloran" | Fher           | 5:10    |  |
| 9.  | "Déjame Entrar"             | Fher           | 4:25    |  |
| 10. | "No Ha Parado de Llover"    | Fher, Alex     | 5:23    |  |
| 11. | "Antifaz"                   | Fher, Alex     | 5:03    |  |
| 12. | "El Borracho"               | Fher, Alex     | 4:45    |  |